# Aphelolpium thibaudi
Espèce
Aphelolpium thibaudi est une espèce de pseudoscorpions de la famille des Hesperolpiidae.

## Distribution
Cette espèce se rencontre en Guadeloupe, en Martinique, à Anguilla et au Venezuela.

## Description
Le mâle holotype mesure 1,300 mm et le mâle paratype 1,425 mm

## Étymologie
Cette espèce est nommée en l'honneur de Jean-Marc Thibaud.

## Publication originale
- Heurtault & Rebière, 1983 : Pseudoscorpions des Petites Antilles. I. Chernetidae, Olpiidae, Neobisiidae, Syarinidae. Bulletin du Muséum National d'Histoire Naturelle, Paris, sér. 4, vol. 5, no 2, p. 591-609 (texte intégral).